# Reussenkog
Reussenkog (dansk) eller Reußenköge (tysk) er en landsby og kommune i det nordlige Tyskland under Kreis Nordfriesland i delstaten Slesvig-Holsten. Byen ligger vest for købstaden Bredsted i det vestlige Sydslesvig. Kommunen består af en række koge i bugten foran Bredsted og strækker sig cirka cirka 12 kilometer fra nord til syd.
Kommunen omfatter en del af Beltring Herred Kog (på tysk: Beltringharder Koog, inddiget 1987), Desmercieres Kog (Desmerciereskoog, inddiget 1767), Louisen-Reußen-Kog (Louisen-Reußen-Koog, inddiget 1799), Cecilie Kog (Cecilienkoog, inddiget 1903 til 1905), Sønke Nissen Kog (Sönke-Nissen-Koog, inddiget 1924 til 1926), Sofie Magdalene Kog (Sophien-Magdalenen-Koog, inddiget 1741 til 1743, har navn efter Sophie Magdalene af Brandenburg-Kulmbach) samt småøen Hamborg Hallig. Store dele af arealet er landbrugspræget med flere landbrugsbedrifter. Desmercieres Kogen er opkaldt efter Jean Henri Desmercières.